# Вацлав III
Вацлав III (на чешки: Václav III.; на унгарски: Vencel; на полски: Wacław III) е крал на Унгария, крал на Бохемия и титулуван крал на Полша през XIV век. Той е последният чешки крал от династията на Пршемисловците.

## Произход
Вацлав III е роден на 6 октомври 1289 г. Син е на чешкия крал Вацлав II и на германската принцеса Гута Хабсбургска – дъщеря на императора на Свещената римска империя Рудолф I.
През 1298 г. Вацлав II сгодява сина си за унгарската принцеса Алжбета Арпад – дъщеря на крал Андраш III, и това осигурява за сина му унгарската корона през 1301.

## Управление

### Крал на Унгария
На 27 август 1301 в Секешфехервар Вацлав е коронован за крал на Унгария като Ласло V, „според изискванията“, но лишен от каквато и да е възможност да управлява. По това време Кралство Унгария е разделено на няколко самостоятелни комитати, а Вацлав е признат за крал от мнозинството от светските и църковни магнати на територията на днешна Словакия и около столицата Буда поради страх от засилващото се римско влияние в страната.
Към 1303 по-голямата част от унгарските барони вече подкрепят другия претендент за короната – Карл Роберт Анжуйски. Притиснат, Вацлав моли баща си за подкрепа и Вацлав II нахлува с голяма войска в Буда и отвежда сина си и Свещената унгарска корона в Прага. За наместник на Вацлав в Унгария е назначен Ищван от Гюсинг.

### Крал на Бохемия
През 1305 г. старият чешки крал умира. Вацлав официално заема бохемския престол като Вацлав III. Същата година той вече е неспособен да задържи унгарското кралство и преотстъпва короната на Свети Стефан на съюзника си баварския херцог Ото III фон Вителсбах. Баварецът също не успява да закрепи властта си и след като е заловен през 1307 абдикира от престола, затвърждавайки властта на Карл Роберт Анжуйски над цяла Унгария.

### Титулуван крал на Полша
През 1305 г. Вацлав III се жени за полската принцеса Виола Елжбета от Чешин – дъщеря на княз Мешко I Чешински. Бракът им остава бездетен, но това не попречва на Вацлав III да предяви претенции за наследствени права над полската корона и да се титулува като крал на Полша.

## Смърт и наследници
Вацлав III е убит при мистериозни обстоятелства в Оломоуц, Моравия, на 4 август 1306 г. Тъй като той е последният мъжки представител на управляващата дотогава династия на Пршемисловците, за престола започва борба. Благородниците начело с пан Тобиаш от Бехин избират Рудолф I Хабсбург, синът на Албрехт Австрийски,който умира след една година. Затова за негов наследник е избран съпругът на сестрата на Вацлав, Анна Пршемисловна – Индржих Корутански.

## Погребение
Вацлав е погребан в криптата на катедралата „Свети Вацлав“ в Оломоуц, а двадесет години по-късно неговата сестра Елишка предава неговите останки на Збраславски манастир, където е препогребан до своя баща, Вацлав II. Според Петер Житавски той е пожелал да почива там.
На 10 август 1420 г. хуситите разграбват манастира, опозоряват останките на погребаните там царе и изгарят манастира. Останките на Вацлав III са загубени при това плячкосване.
Външността на Вацлав може да бъде реконструирана само въз основа на описания от негови съвременници:
| „                                 | Този младеж беше благороден, грациозен, красив, перфектно надарен с даровете на природата, притежаваше красноречие и говореше четири езика: латински, немски, унгарски и чешки. | “ |
| описание от „Збраславска хроника“ | |   |